# Morse Building
Le Morse Building, également connu sous le nom de Nassau–Beekman Building, est un immeuble de grande hauteur situé dans le quartier financier de Manhattan, à New York. Achevé en 1880, le Morse Building a été l'un des premiers gratte-ciel de forme prismatique au monde et, avec 43 mètres, l'un des plus hauts bâtiments de New York une fois construit. Ses murs fins et son toit plat s'écartaient des conceptions des bâtiments précédents surmontés de revers, de toits mansardés ou de tours. Il a été développé par G. Livingston et Sidney E. Morse, neveux de l'inventeur télégraphique Samuel FB Morse.  

## Description
Le bâtiment en briques a été conçu avec des influences gothiques victoriennes, néo-grecques et Rundbogenstil. Il s'agit d'un exemple précoce de l'utilisation de la brique et de la terre cuite pour le revêtement extérieur des immeubles de bureaux construits au cours de cette période. La maçonnerie polychrome complexe a été fournie par la Peerless Brick Company de Philadelphie. Il présente des teintes de rouge profond et de noir émaillé, ce dernier étant utilisé de manière ornementale, en grande partie pour souligner les contours des fenêtres. La terre cuite a été fabriquée par la Boston Terra Cotta Co., l'une des premières entreprises de la côte Est . 

## Préservation
Le bâtiment a été désigné un point de repère par la Commission de préservation des monuments de la ville de New York le 19 septembre 2006 .